# Nenê (1942–2016)
Nenê, właśc. Claudio Olinto de Carvalho (ur. 1 lutego 1942 w Santosie, zm. 3 września 2016 w Capoterze) – brazylijski piłkarz grający na pozycji ofensywnego pomocnika.

## Kariera klubowa
Nenê zawodową karierę piłkarską rozpoczął w 1960 roku w Santosie FC. Z Santosem trzykrotnie zdobył mistrzostwo stanu São Paulo – Campeonato Paulista w 1960, 1961, 1962, dwukrotnie Taça Brasil w 1962, 1963, Torneio Rio-São Paulo w 1963, dwukrotnie Copa Libertadores w 1962 i 1963. W 1963 wyjechał do Włoch do Juventusu.
Po roku odszedł do Cagliari Calcio, w którym grał do końca kariery do 1976 roku. Z Cagliari zdobył jedyne w jego historii mistrzostwo Włoch w 1970. Ogółem w barwach Cagliari rozegrał 321 spotkań, w których strzelił 23 bramki.

## Kariera reprezentacyjna
Nenê występował w olimpijskiej reprezentacji Brazylii. W 1963 roku Nenê uczestniczył w Igrzyskach Panamerykańskich, na których Brazylia zdobyła złoty medal. Na turnieju w São Paulo Nenê wystąpił we wszystkich czterech meczach z Urugwajem, USA (bramka), Chile i Argentyną.

## Kariera trenerska
Po zakończeniu kariery piłkarskiej Nenê pozostał we Włoszech i został trenerem. Prowadził prowincjonalne włoskie kluby oraz szkolił młodzież w Fiorentinie, Cagliari Calcio i Juventusie.